# Travanca de Tavares
Travanca de Tavares is een plaats (freguesia) in de Portugese gemeente Mangualde en telt 155 inwoners (2001).